# Balihri
Balihri és una antiga ciutat de Madhya Pradesh 23° 47′ 45″ N, 80° 19′ 00″ E / 23.79583°N,80.31667°E a l'Índia.
És famosa per incloure gran nombre de temples als que antigament acudien peregrins d'arreu de l'Índia; una inscripció demostra que fou lloc de culte jainista. El territori va pertànyer als reis de Mandla fins al 1781 quan va passar al senyor maratha de Sagar (Saugor) i el 1796 al raja maratha bhonsle de Nagpur. Els bhonsle la van cedir als britànics el 1817. El 1857 la fortalesa fou ocupada pels rebels dirigits per Raghunath Singh Bundela i al final de la revolta la fortalesa fou desmantellada.